# Кліщ Іван Никифорович
Іван Никифорович Кліщ (* 27 вересня 1922, Маломихайлівка — † 5 серпня 1989, Київ) — радянський військовий льотчик, Герой Радянського Союзу (1962), провідний штурман випробувань ядерної зброї на Новій Землі, штурман літака-носія Ту-95. Також у роки Німецько-радянської війни здійснив 52 бойових вильоти на бомбардування об'єктів у глибокому тилу противника

## Біографія
Народився 27 вересня 1922 року в селі Маломихайлівці (тепер Покровського району Дніпропетровської області) в сім'ї робітника. Українець. Член КПРС з 1953 року. Закінчив вісім класів.
У 1940 році призваний в ряди Червоної Армії. У 1943 році закінчив Челябінське військово-авіаційне училище штурманів, в 1944 році — Івановську вищу школу штурманів і льотчиків. У роки Німецько-радянської війни зробив 52 бойових вильотів на бомбардування об'єктів в глибокому тилу противника. Після закінчення війни продовжував службу в армії. У 1958 році закінчив Центральні льотно-тактичні курси.
30 жовтня 1961 року в СРСР було проведено повітряне випробування наймогутнішого термоядерного заряду за всю практику ядерних випробувань з енерговиділенням 50 Мт. Це було 130-е ядерне випробування СРСР і другий надпотужний вибух з енерговиділенням більше 10 Мт. Випробування проводилося на майданчику Д-II СИПНЗ на півострові Сухий Нос за 15 кілометрів від губи Мітюшиха на північ від протоки Маточкин Шар. Вибух 30 жовтня 1961 року був проведений в 11 годин 33 хвилини на висоті 4 000 метрів над ціллю і 4 200 метрів над рівнем моря. Для доставки термоядерного заряду до цілі використовувався літак-носій Ту-95. Екіпаж літака-носія Ту-95 № 5800302 складався з 9 чоловік, зокрема провідного льотчика випробувань підполковника Андрія Єгоровича Дурновцева і провідного штурмана випробувань майора Івана Никифоровича Кліща. Проведення випробувань бойового заряду такої великої потужності при відносно низькій дії на навколишнє середовище було видатним технологічним досягненням — як на той час.
Указом Президії Верховної Ради СРСР від 7 березня 1962 року за мужність і героїзм, проявлені при проведенні повітряних ядерних випробувань провідному штурманові літака-носія Ту-95 майору Івану Никифоровичу Кліщу присвоєне звання Героя Радянського Союзу з врученням ордена Леніна і медалі «Золота Зірка» (№ 11 132).

Надгробок Івана Кліща

З вересня 1966 року полковник І. Н. Кліщ — в запасі. Жив в Києві. Помер 5 серпня 1989 року. Похований в Києві на Лук'янівському військовому кладовищі.

## Нагороди
Нагороджений двома орденами Леніна, орденом Червоного Прапора, двома орденами Вітчизняної війни 1-го ступеня, орденом Вітчизняної війни 2-го ступеня, орденом Червоної Зірки, медалями.